# Argeș (rivier)
De Argeș is een rivier in het zuiden van Roemenië, die in het Făgărașgebergte ontspringt, in de Zuidelijke Karpaten, en in de Donau uitmondt. 
De Vidrarudam werd in 1965 in de Argeș gebouwd en creëerde daarmee het op een na grootste stuwmeer van Roemenië, het Vidrarumeer, Lacul Vidraru. Zuidelijker komt de Argeș nog door Curtea de Argeș, de oude hoofdstad van Walachije, en door de industriestad Pitești.
De rivier stond in de oudheid bekend als de Argessos, Ardeiscus of Ordessus.
De Argeș heeft verschillende zijrivieren, waarvan er een de Dâmbovița is, die bij Budești in de Argeș uitkomt, vlak voordat deze met de Donau samenkomt.
- Gemeinsame Normdatei: 4288579-6
- Nationale Bibliotheek van Israël: 987007534589405171
- Virtual International Authority File: 236040765